# Stanislas Lazovert
 (mai 2016).
Si vous disposez d'ouvrages ou d'articles de référence ou si vous connaissez des sites web de qualité traitant du thème abordé ici, merci de compléter l'article en donnant les références utiles à sa vérifiabilité et en les liant à la section « Notes et références ».
Stanislas Etienne Lazovert ou de Lazovert (1887-1976) est un médecin et conspirateur russe.
Né en Pologne russe en 1887 il reçoit une éducation française, devient docteur en médecine et entre dans l'armée impériale russe. Il paraît avoir pris la particule pour se faire recevoir dans la haute société. En 1914 il est médecin-chef d'un train-hôpital de la Croix-Rouge destiné aux blessés du front et dont le responsable est un homme politique d'extrême-droite Vladimir Pourichkevitch.
En 1916 Lazovert est un des personnages centraux de l'assassinat de Raspoutine. Déguisé en chauffeur de maître, il va chercher le "starets" et le conduit au palais Youssoupov. Là, il était censé préparer des verres enduits de poison et des choux à la crème au curare et au cyanure. Mais, à la fin de sa vie, il écrira une lettre au prince Ioussoupov dans laquelle il avoue n'avoir fourni qu'une substance inoffensive, se rappelant, à la dernière minute, son serment d'Hippocrate. Raspoutine qui a été atteint de deux balles, aurait été achevé au revolver par l'agent secret britannique et ami de Ioussoupov, Oswald Rayner.
Après la mort de Raspoutine, Lazovert aide à jeter le corps dans la Néva et quitte immédiatement la Russie. Comme médecin-colonel il accomplit diverses missions en Europe et aux États-Unis puis rejoint l'Armée blanche à Odessa. Il joua ensuite un rôle dans la diplomatie pétrolière en Roumanie et en Egypte.
Il exerce ensuite à Paris, puis, pendant la seconde guerre mondiale, il agit pour les services de renseignements anglosaxons à Vichy et à Madrid. Il est propriétaire de puits de pétrole en Roumanie et dans le Sinaï. En fait, dès 1916, Lazovert semble être un agent britannique. Le récit qu'il livre peu de temps après la mort de Raspoustine est fantaisiste et omet le rôle qu'aurait pu jouer Oswald Rayner.
Stanislas Lazovert meurt en 1976 et est inhumé au cimetière du Père-Lachaise (93e division).